# De Aetatibus Mundi Imagines
De Aetatibus Mundi Imagines es un cuaderno de dibujo literario y pictórico. El autor del manuscrito y pintor de las imágenes fue Francisco de Holanda quien lo empezó el año 1545. Se alberga en la Biblioteca Nacional de España en Madrid con el número de catálogo: DIB/14/26. Tiene en total 89 páginas y en la portada en letras capitales doradas hay la inscripción GLORIA TIBI / IN OMNIBUS.

## Historia
Francisco de Holanda nació y murió en Lisboa (1517-1584) hijo del también miniaturista Antonio de Holanda un inmigrante neerlandés. Fue un gran humanista que se dedicó a diversas artes haciendo aportaciones importantes durante el renacimiento tanto en España como en Portugal. En el año 1540 después de haber recorrido gran parte de Italia, abandonó Roma para regresar a Lisboa. Allí el año 1540 empezó el libro De Aetatibus Mundi Imagines con el que pretendía realizar una crónica del mundo en seis edades, empezando por los dibujos de los siete días de la Creación, donde el relato del Génesis se mezcla con las ideas de Platón. El libro, que consta de 164 dibujos, parece probable que el mismo Francisco de Holanda se lo regalase a Felipe II de España en 1582 en Lisboa, tras su proclamación como rey de Portugal.

## Europeana 280
En abril de 2016, el libro «De Aetatibus Mundi Imagines» fue seleccionado como una de las quince obras artísticas más importantes de España por el proyecto Europeana.